# Okrug Harding, Novi Meksiko
| Harding                                                    |                               |
| Zemljovid Novog Meksika s označenim okrugom Hardingom.     |                               |
| Zemljovid SAD s označenom saveznom državom Novim Meksikom. |                               |
| Osnovan:                                                   | 4. ožujka 1921.               |
| Sjedište:                                                  | Mosquero                      |
| Najveće naselje:                                           | Roy                           |
| Površina:                                                  | 5.506 km2                     |
| Br. stanovnika (2010.):                                    | 695                           |
| Kongresni okrug:                                           | 3.                            |
| Vremenska zona:                                            | Stjenjačko vrijeme: UTC-7/-6  |
| Službene stranice:                                         | http://www.hardingcounty.org/ |

Harding je okrug u američkoj saveznoj državi Novom Meksiku.

## Stanovništvo
Prema popisu stanovništva 2010., stanovnici su 86,9% bijelci, 0,3% "crnci ili afroamerikanci", 1,2% "američki Indijanci i aljaskanski domorodci", 0,0% Azijci, 0,0% Havajci ili tihooceanski otočani, 1,4% dviju ili više rasa, 10,2% ostalih rasa. Hispanoamerikanaca i Latinoamerikanaca svih rasa bilo je 43,0%.

## Vanjske poveznice
- Postal History Poštanski uredi u okrugu Hardingu, Novi Meksiko